# Adiantum bonatianum
Adiantum bonatianum är en kantbräkenväxtart som beskrevs av Guido Georg Wilhelm Brause. Adiantum bonatianum ingår i släktet Adiantum och familjen Pteridaceae. Utöver nominatformen finns också underarten A. b. subaristatum.